# 约翰四世 (尼西亚帝国)
约翰四世·杜卡斯·拉斯卡里斯（希臘語：Ιωάννης Δ΄ Δούκας Λάσκαρις，Iōannēs IV Doukas Laskaris，1250年12月25日—1305年），是尼西亚帝国的皇帝。约翰四世是塞奥多利二世·拉斯卡利斯的儿子，在其父死后年仅7岁就登基为皇帝。1261年12月，11歲的約翰四世在尼西亞被米海爾八世派人刺瞎雙眼，關入修道院。米海爾八世又迅速地將約翰四世的姊妹們遠嫁他處，讓她們的子女無法威脅他自己後裔的繼承權。